# Sabina Chebichi
Sabina Chebichi (Contea di Trans-Nzoia, 13 giugno 1959) è un'ex mezzofondista keniota.

## Biografia
Nata sugli altopiani a nord-ovest di Nairobi, seconda di nove figli in una famiglia di allevatori dell'etnia degli Elgeyo, facente parte del popolo Kalenjin, frequentò la scuola elementare a Mlimani, vicino a Kitali, per la sua prima istruzione. Nel 1973, all'età di 13 anni, Chebichi partecipò alla sua prima gara a Kechiko, correndo a piedi nudi ed indossando una leggera sottoveste verde, non potendo permettersi altro: sebbene il suo unico allenamento fino ad allora fosse stato quello di camminare per sei chilometri fino alla scuola, riuscì a staccare le avversarie e a vincere le gare degli 800 m in 2:16,8 minuti e dei 1500 m in 4:40 minuti, risultati che erano vicini alle migliori prestazioni atletiche mondiali dell'epoca. La notizia della sua vittoria venne ripresa dai giornalisti dell'epoca, che la sopannominarono principessa in sottoveste (petticoat princess). e "nuova gazzella nera".
Feisal Sherman, segretario dell'Associazione di Atletica Amatoriale del Kenia (ora Athletics Kenya) le inviò un completo da corsa e scarpe chiodate. Poco dopo, grazie alla nuova attrezzatura, Chebichi corse a Nairobi i 1500 metri in 4:38,8 appena un decimo di secondo più lenta rispetto alla vincitrice dei precedenti II Giochi panafricani di Lagos. Chebichi continuò a vincere e battere i record, facendo registrare alcuni dei tempi fra i più veloci in Africa per gli 800 metri e i 1.500 metri. In Sardegna, durante un tour italiano, stabilì un nuovo record per l'isola di 2 minuti e 12 secondi per la gara degli 800 metri.
Il 29 gennaio 1974, all'età di 14 anni, Chebichi divenne la prima atleta donna keniota a vincere una medaglia ai X Giochi del Commonwealth Britannico a Christchurch (Nuova Zelanda), dove conquistò il bronzo nella gara femminile degli 800 m con il tempo di 2:02.61 minuti, gareggiando poi anche nella staffetta 4 × 400 m e nei 1500 m.
Sabina Chebichi fu selezionata anche per competere alle Olimpiadi estive di Montréal 1976, in Canada, che si tennero dal 17 luglio al 1º agosto; tuttavia il suo paese decise di boicottare i Giochi olimpici insieme ad altri paesi africani, in segno di protesta per la partecipazione della Nuova Zelanda poiché intratteneva rapporti diplomatici e sportivi con il Sudafrica, che all'epoca praticava l'apartheid. La sua carriera sportiva terminò quando rimase incinta.

## Palmarès
| Anno | Manifestazione          | Sede         | Evento            | Risultato | Prestazione | Note |
| ---- | ----------------------- | ------------ | ----------------- | --------- | ----------- | ---- |
| 1974 | Giochi del Commonwealth | Christchurch | 800 m piani       | Bronzo    | 2:02.61     |      |
| 1974 | Giochi del Commonwealth | Christchurch | Staffetta 4×400 m | 8ª        | 3:51.9      |      |
| 1974 | Giochi del Commonwealth | Christchurch | 1500 m piani      | 5ª        | 4:25.8      |      |